# 飞鸾古窑址
飞鸾古窑址，是位于中国福建省宁德市蕉城区飞鸾镇飞鸾村石头桥、牛栏岩的一个北宋古遗址，宁德县人民政府于1980年11月将其公布为首批县级文物保护单位。
飞鸾古窑址于1958年文物普查时发现，总面积1000平方米，发掘出了黑釉、青釉的瓷碗制品。